# Kristina Tonteri-Young
Kristina Tonteri-Young (Finlândia, 17 de janeiro de 1998) é uma atriz e bailarina finlandesa-neozelandesa, mais conhecida por seu papel como Irmã Beatrice na série Warrior Nun, da Netflix.

## Biografia
Kristina nasceu em janeiro de 1998 na Finlândia. Filha de pais finlandeses e neozelandeses, ela fala fluentemente inglês e finlandês. Sua família se mudou para a cidade de Nova York quando ela tinha 6 anos. De 2009 a 2012, ela frequentou a Academia de Balé Bolshoi em Moscou, onde aprendeu russo. Durante seu tempo por lá, Tonteri-Young apresentou-se no ato de balé La fille mal gardée no Teatro Bolshoi, integrou também no balé do espetáculo de A Bela Adormecida e no Le Corsaire, ambos no teatro Kremlin Ballet.

## Carreira
Em meados de 2014, aos 16 anos, Kristina começou a atuar, frequentando alguns cursos de verão de Shakespeare na Royal Academy of Dramatic Art (RADA). De 2016 a 2019, ela frequentou a escola Guildhall School of Music and Drama, em Londres, e se formou como bacharel em artes. Enquanto estava no conservatório, ela apareceu em algumas peças de teatro.
Seu primeiro papel de destaque na televisão ocorreu em 2020 ao integrar o elenco da série Warrior Nun, da Netflix, onde ela deu vida a Irmã Beatrice. Em 2021, ela estrelou no filme Zona de Combate, também da Netflix, onde atuou ao lado de Anthony Mackie e Emily Beecham.

## Filmografia

### Televisão
| Ano       | Título      | Papel        | Notas            |
| --------- | ----------- | ------------ | ---------------- |
| 2020–2022 | Warrior Nun | Irmã Beatriz | Elenco principal |

### Filmes
| Ano  | Título                     | Papel      | Notas            |
| ---- | -------------------------- | ---------- | ---------------- |
| 2020 | A Gift from Bob            | Bea Chan   | Elenco principal |
| 2021 | Outside the Wire           | Mandy Bale | Elenco principal |
| 2021 | Dancing Through the Shadow | Tia Zhang  | Protagonista     |

### Teatro
| Ano  | Título                          | Função             | Local                               |
| ---- | ------------------------------- | ------------------ | ----------------------------------- |
| 2015 | The Crocodile's Gift            | Damura/Jelita      | Everyman Theatre, Cheltenham        |
| 2018 | The Last Days of Judas Iscariot | Henrietta Iscariot | Guildhall School of Music and Drama |
| 2018 | Saturday, Sunday, Monday        | Attilia            | Guildhall School of Music and Drama |

### Balé
| Ano  | Título              | Local              |
| ---- | ------------------- | ------------------ |
| 2010 | La fille mal gardée | Teatro Bolshoi     |
| 2011 | A bela Adormecida   | The Kremlin Ballet |
| 2011 | Le Corsaire         | The Kremlin Ballet |